# Mario Martz
Mario Martz (Managua, 1988) es un escritor y poeta nicaragüense, cuyo trabajo ha sido publicado en diferentes países, tales como España, Francia, México, Chile y Estados Unidos.

## Carrera
En 2010, con su libro Viaje al reino de los tristes, ganó el certamen para publicación de obras literarias del Certamen Nacional del Centro Nicaragüense de Escritores.  En 2017 se publica el libro de relatos Los jóvenes no pueden volver a casa (Anamá ediciones), al que la crítica literaria ha calificado como uno de los cinco libros recientes para comprender la Centroamérica de hoy y el cual ha sido material de estudio en las universidades de Costa Rica y Managua por su abordaje sobre de la generación de posguerra en Centroamérica
Su trabajo literario aparece en las antologías Sin mayoría de edad (Punto de partida, 2019), Nuevo cuento centroamericano (Latinoir, 2018), Nuevo cuento de Nicaragua (Universidad de Zaragoza, 2018) Queremos tanto a Claribel (Valparaíso, 2014), Resistencia en la tierra (Ocean Sur, 2014); Instantáneas de Centroamérica (Literal, 2013) y Los 2000, autores nicaragüenses del nuevo milenio (Managua: Leteo ediciones, 2012).
El trabajo literario de Martz ha sido reseñado y publicado en distintas revistas literarias y culturales, entre ellas Revista Eñe, Carátula, The New York Times, The Offing Magazine, Río Grande Review, The Common Magazine, entre otras.

## Libros publicados
- Viaje al reino de los tristes (CNE, 2010)
- Los jóvenes no pueden volver a casa (Anamá ediciones, 2017)